# 旋苞芋属
旋苞芋属（学名：Anaphyllum）是天南星科的一属。

## 下属物种
本属包括以下物种：
- Anaphyllum beddomei Engl.
- 旋苞芋 Anaphyllum wightii Schott